# Инаугурация Гарри Трумэна (1945)
Первая инаугурация Гарри Трумэна в качестве 33-го Президента США состоялась 12 апреля 1945 года, после смерти 32-го президента Франклина Рузвельта в этот же день. Президентскую присягу проводил Председатель Верховного суда США Харлан Стоун.
Данная инаугурация — седьмая незапланированная чрезвычайная инаугурация в истории инаугураций президента США.

## Предыстория
12 апреля 1945 года вице-президент США Гарри Трумэн завершил заседание Сената и направлялся выпить с Сэмом Рейберном, спикером Палаты представителей, прежде чем его вызвали в Белый дом. По прибытии его встретила Элеонора Рузвельт, которая сообщила ему, что президент Рузвельт мёртв. Потрясённый Трумэн спросил миссис Рузвельт: «Могу ли я что-нибудь для вас сделать?», на что она ответила: «Можем ли мы что-нибудь для вас сделать? Потому что сейчас вы в беде».

## Инаугурация
Главный судья Соединённых Штатов Харлан Стоун привёл к присяге нового президента. Стоун начал присягу со слов «Вы, Гарри Шипп Трумэн…», ошибочно полагая, что Шипп была девичьей фамилией матери президента и, соответственно, его вторым именем, на что Трумэн ответил: «Я, Гарри С. Трумэн…», прежде чем присяга была продолжена. Из присутствующих на инаугурации были: Элеонора Рузвельт, жена Трумэна Бесс, дочь Маргарет Трумэн, спикер Сэм Рейберн и члены кабинета министров.
Данная инаугурация примечательна тем, что она стала первой экстраординарной инаугурацией, которую удалось сфотографировать. В ходе последних двух чрезвычайных инаугураций: Теодор Рузвельт выгнал фотографов со своей первой инаугурации после того, как они начали драться друг с другом, а инаугурация Калвина Кулиджа в 1923 году была проведена поздно ночью без прессы и электроосвещения.